# Epipaschiinae
Sous-famille
Les Epipaschiinae sont une sous-famille d'insectes lépidoptères qui contient 80 espèces de papillons australiens.

## Liste des genres
Selon NCBI (4 févr. 2011) :
- genre Accinctapubes
- genre Cacozelia
- genre Carthara
- genre Chloropaschia
- genre Dasyvesica
- genre Deuterollyta
- genre Epipaschia
- genre Macalla
- genre Oneida
- genre Orthaga
- genre Pococera
- genre Quadraforma
- genre Stericta
- genre Tancoa
- genre Epipaschiinae gen. epipajanzen01